# エイノ・プリエ
エイノ・プリエ（Eino Alfred Purje、1900年2月21日 - 1984年9月2日）は、フィンランドの陸上競技選手である。彼は、1928年に開催されたアムステルダムオリンピックの1500メートル競走で銅メダルを獲得した。

## 経歴
中距離走を得意としたプリエは、アムステルダムオリンピックでは1500メートル走と5000メートル走の2種目に出場した。
アムステルダムオリンピックの1500メートル走は、8月1日に予選、8月2日に決勝が行われた。選手たちは6つの組に分けられて予選を競い、各組上位の2名が決勝に進出した。プリエは予選3組で4分00秒8の記録を出して1位となり、決勝に挑んだ。決勝では、プリエと同じフィンランド代表のハリ・ラルバがフランス代表のジュール・ラドゥメグと激しい争いを演じた末にオリンピック新記録で優勝し、プリエは3分56秒4の記録で3位となって銅メダルを獲得した。
なお、5000メートル走では予選を3分59秒7で通過したものの、決勝では途中棄権している。
1932年ロサンゼルスオリンピックでは、1500メートル走のみに出場した。アムステルダムオリンピックに続いて決勝に進んだが、途中棄権によりメダル獲得はならなかった。

## オリンピックでの成績
| 年   | 大会                       | 場所                       | 種目           | 結果     | 記録           |
| ---- | -------------------------- | -------------------------- | -------------- | -------- | -------------- |
| 1928 | アムステルダムオリンピック | アムステルダム（オランダ） | 1500メートル走 | 3位      | 3分56秒4       |
| 1928 | アムステルダムオリンピック | アムステルダム（オランダ） | 5000メートル走 | 順位なし | （決勝で棄権） |
| 1932 | ロサンゼルスオリンピック   | ロサンゼルス（アメリカ）   | 1500メートル走 | 順位なし | （決勝で棄権） |